# جون كلارك (سياسي)
جون كلارك (بالإنجليزية: John Clark) هو سياسي أمريكي، ولد في 28 فبراير 1766 في الولايات المتحدة، وتوفي في 12 أكتوبر 1832. انتخب حاكم جورجيا ‏ وانتخب عضو مجلس نواب جورجيا.